# PLUNA

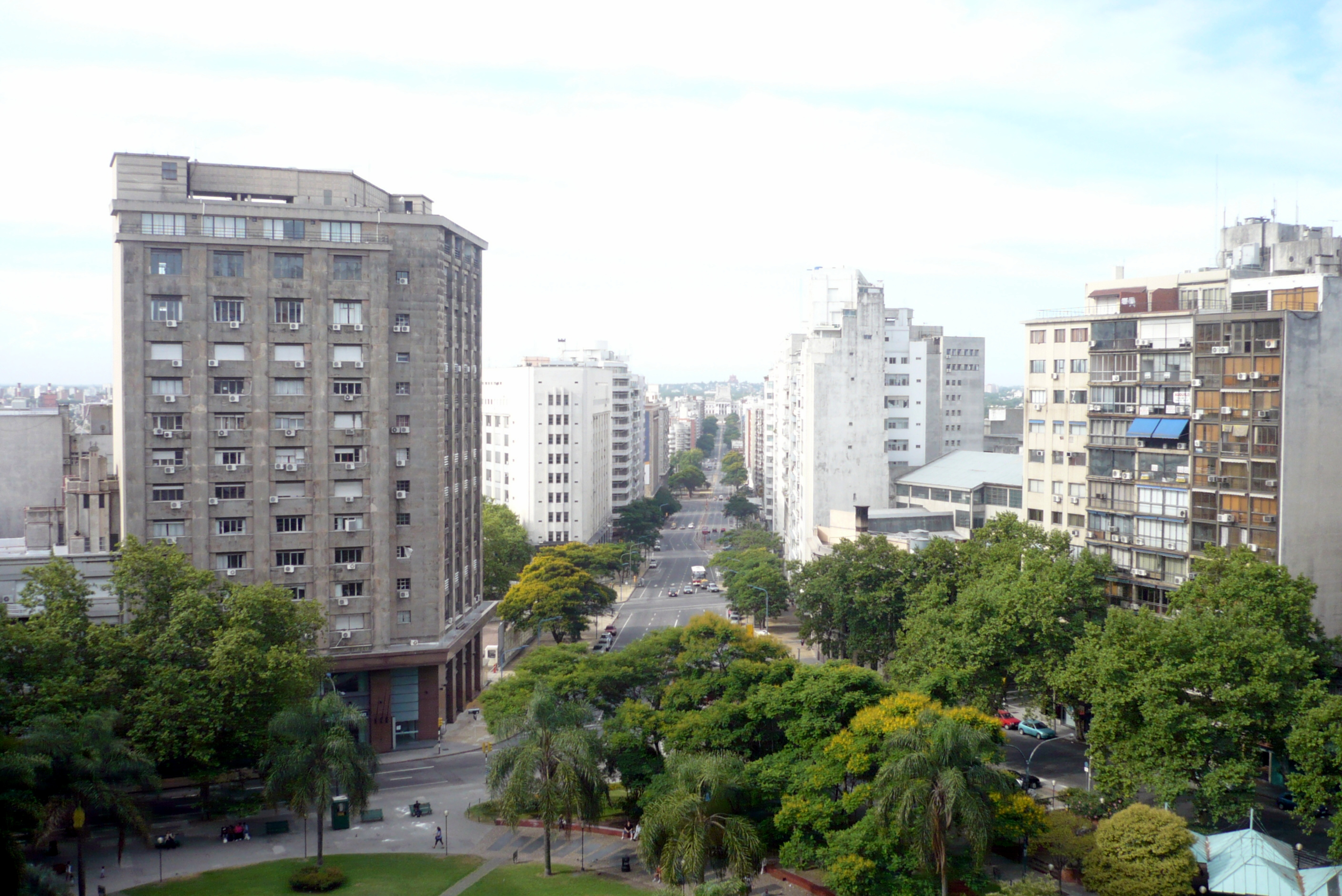
Edificio de Pluna, sobre la Avenida del Libertador

Primeras Líneas Uruguayas de Navegación Aérea, más conocida como PLUNA,  fue una histórica aerolínea uruguaya de bandera nacional que operó durante 75 años. Su principal base fue el Aeropuerto internacional de Carrasco.

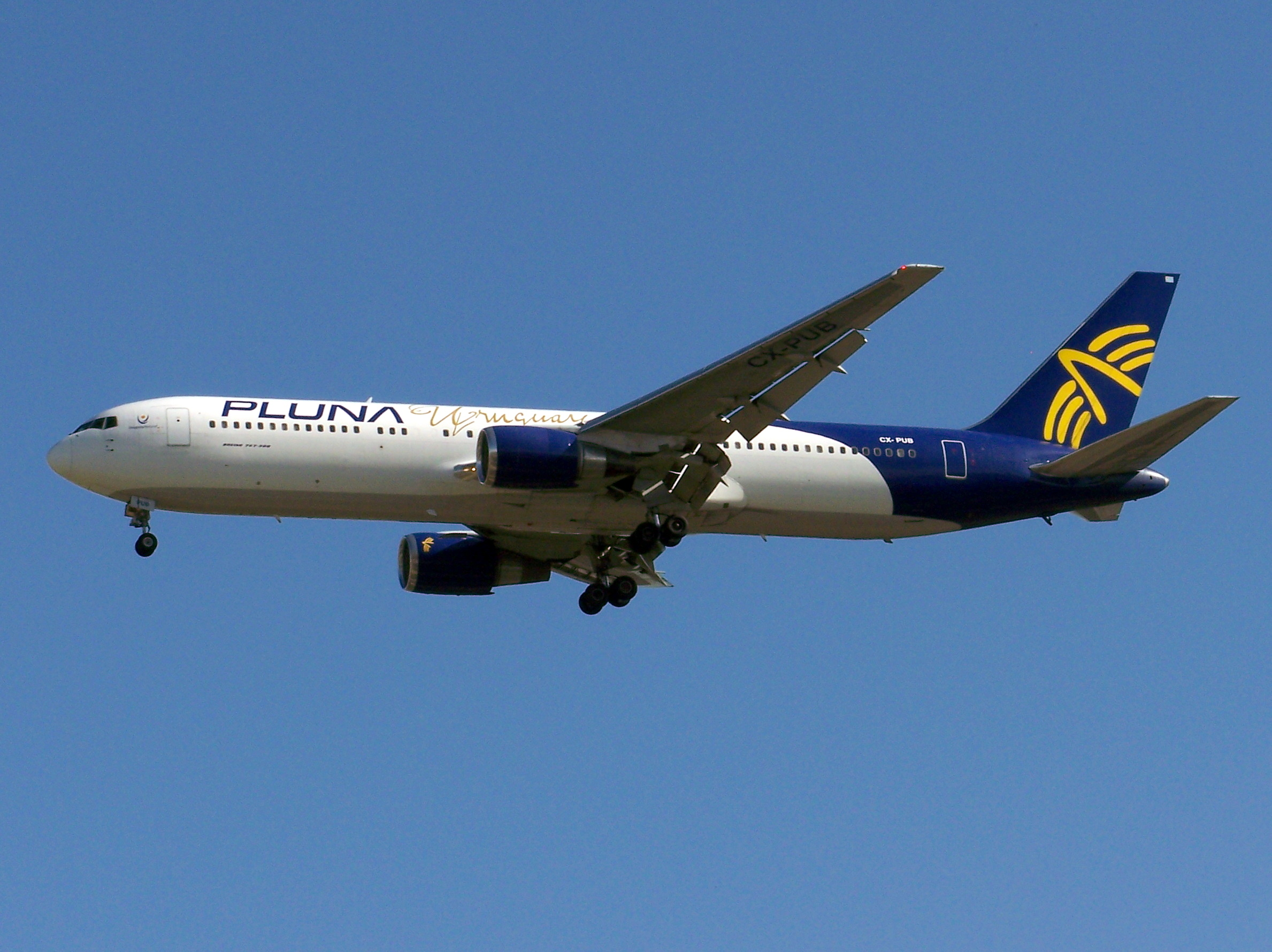
Boeing 767-300ER CX-PUB, aterrizando en Madrid-Barajas (febrero de 2007)

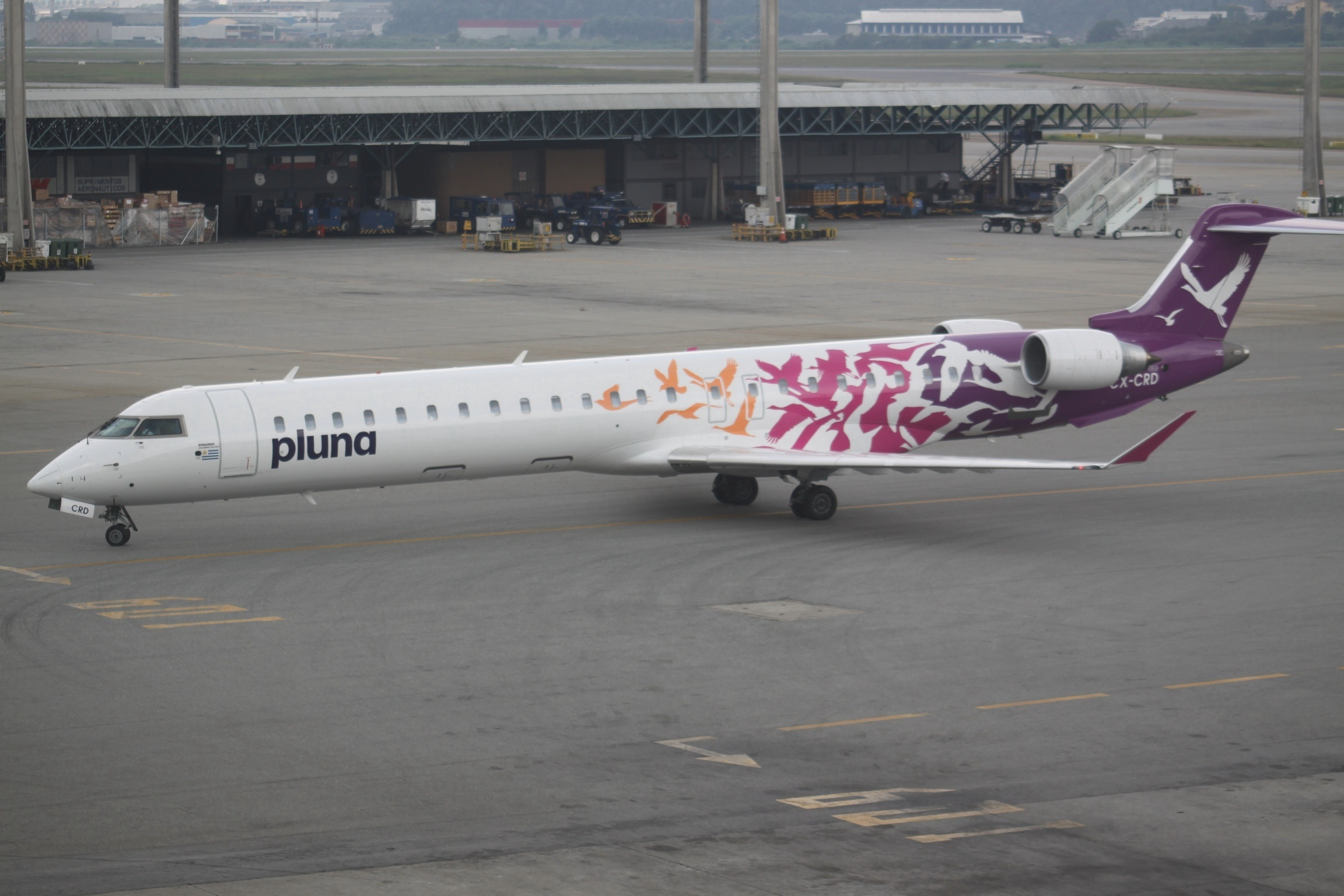
CX-CRD Canadair de PLUNA Líneas Aéreas Uruguayas S. A (Denominación que se le dio durante su privatización)

## Historia

### Fundación

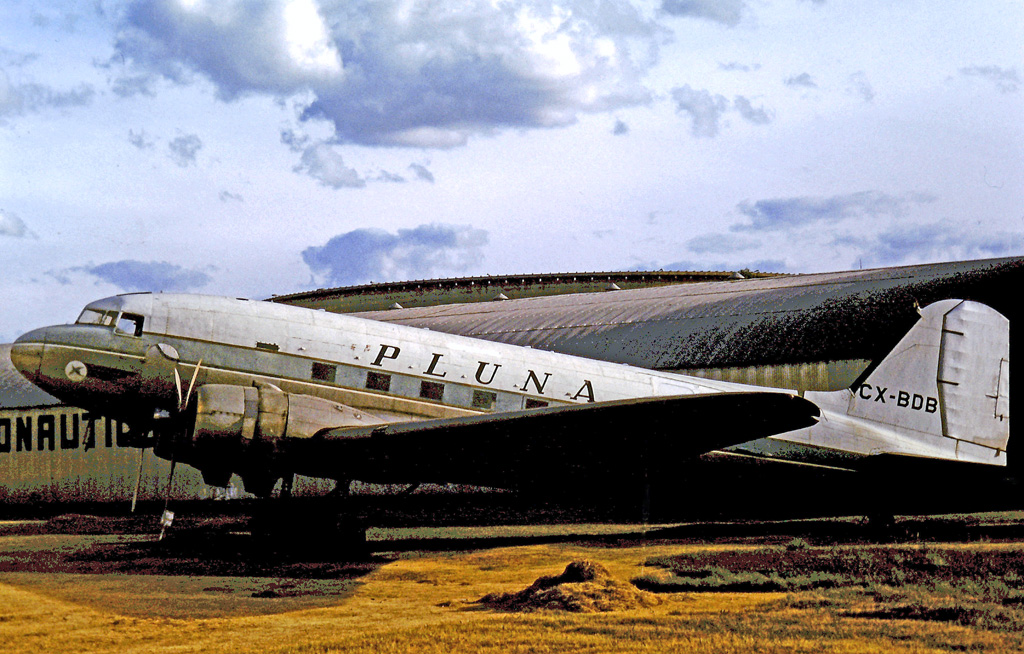
Douglas C-47B CX-BDB de Primeras Líneas Uruguayas de Navegación Aérea

El 20 de noviembre de 1936 los hermanos Jorge y Alberto Vaeza fundaron, con el apoyo financiero y técnico del entonces embajador de Gran Bretaña en Uruguay Eugen Millington-Drake, la primera compañía aérea uruguaya de navegación. De allí su denominación de Primeras Líneas Uruguayas de Navegación Aérea. 
En sus inicios la recién creada compañía no disponían de un local comercial para la atención y venta de pasajes, por lo que Hermann Stahl, propietario de la confitería Oro del Rhin, les cedió un par de mesas en el salón de la calle Colonia y Convención para que realizaran allí la tarea de ventas. Mientras los pasajeros esperaban ser atendidos, se les ofrecía servicio de cafetería.

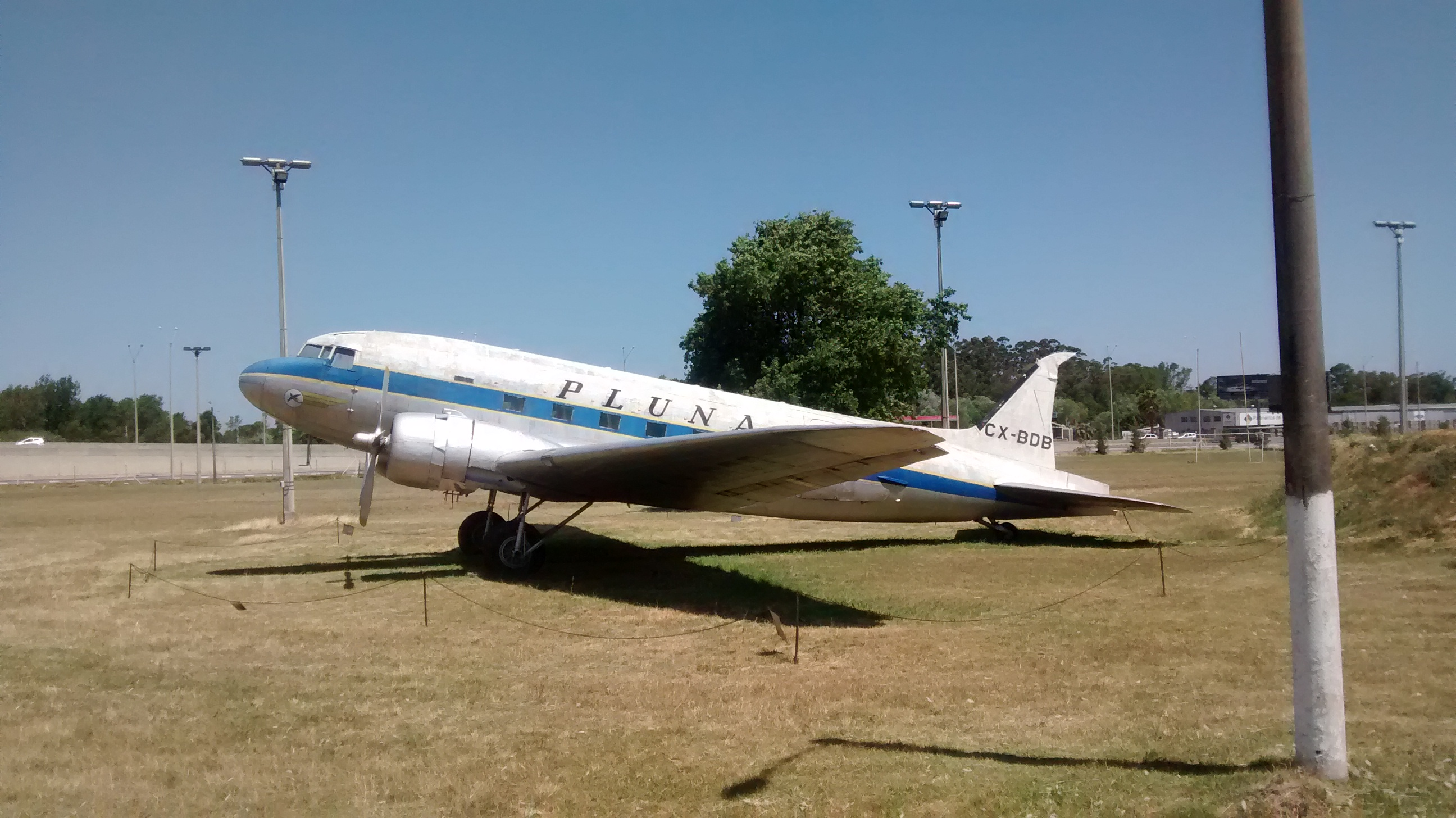
Douglas C-47B matriculado CX-BDB, convertido en pieza de museo

Sus primeros servicios fueron hacia al interior del país, con dos únicos biplanos bimotores de Havilland D.H. 90 - "Churrinche" y "San Alberto" - siendo Salto el primer destino regular realizado en noviembre de 1936. A comienzos de los años cuarenta se adquieren dos Douglas DC-2 de Panair Do Brasil. Estos aviones matriculados CX-AEF y CX- AEG operaban la ruta Montevideo/Paysandú/Salto, 
El 5 de diciembre de 1940, la Ley N.º 9.940 otorgó subsidios estatales para las compañías aéreas nacionales existentes: PLUNA, la Compañía Aeronáutica Uruguaya S.A. y Expreso del Plata Limitada. Simultáneamente el Estado pasaría a tener un delegado en los directorios de las tres compañías. Poco después, en 1944 la Ley N.º 10.535 crearía una sociedad económica mixta entre el Estado y la sociedad anónima Primeras Líneas Uruguayas de Navegación Aérea, denominada PLUNA SEM. Inicialmente el Estado tendría el 83.3 % de la sociedad. pero poco después, la Ley N.º 10.995 otorgaría una mayor participación estatal en PLUNA SEM, pasando el Estado a controlar el 94,4 % del total.

### Estatalización
Finalmente, el 12 de diciembre de 1951 mediante la Ley N.º 11.740 disolvió la sociedad económica mixta, y se aprueba que la compañía Primeras Líneas Uruguayas de Navegación Aérea pase a manos del Estado, convirtiéndose en un Ente autónomo, mediante el sistema de empresa pública no estatal. Siendo ahora, la primera empresa pública de navegación aérea.
Cómo cometidos principales tendría la explotación de líneas aéreas de transporte de pasajeros nacionales, interamericanos e intercontinentales. Como también de correo y logístico. Teniendo también un importante rol, en la difusión en el exterior en lo relativo a institucionalizar las industrias, las artes, la cultura y el turismo, en ese momento en auge. Fomentando el intercambio cultural y económico con los países en que prestara servicios A medida que el país y la región fueron evolucionando, PLUNA expandió sus rutas y, en diciembre de 1947, realizó su primer vuelo regular a Brasil, uniendo las ciudades de Montevideo y Punta del Este con Porto Alegre, extendiendo posteriormente esta ruta hasta San Pablo. En 1955 inauguró su vuelo a Buenos Aires y, en mayo de 1981, la operación intercontinental a Madrid.
En 1951 se adquieren para complementar a los Douglas DC-3 los cuatro DH 114 Heron. El servicio de este pequeño avión cuatrimotor inglés con PLUNA no fue demasiado efectivo ni feliz, sobre todo por problemas en las hélices, y en 1957 se decide su venta a la empresa británica Eagle Aircraft Corp 
Los DC-3, más robustos, fueron utilizados por la compañía hasta 1971, fecha en la cual los últimos cuatro aviones, CX-AFE "Salto", CX-AIJ"Paysandú", CX-AQC y el CX-AGD"Rivera" serán vendidos a la Fuerza Aérea Uruguaya recibiendo estos aviones las matriculaciones respectivas FAU-522, FAU-523 y FAU-524. El CX-AGD "Rivera" fue utilizado solo como fuente de repuestos.
Estos aviones tenían todavía larga vida por delante en servicio con la FAU y fueron utilizados por el Transporte Aéreo Militar Uruguayo hasta 1988.

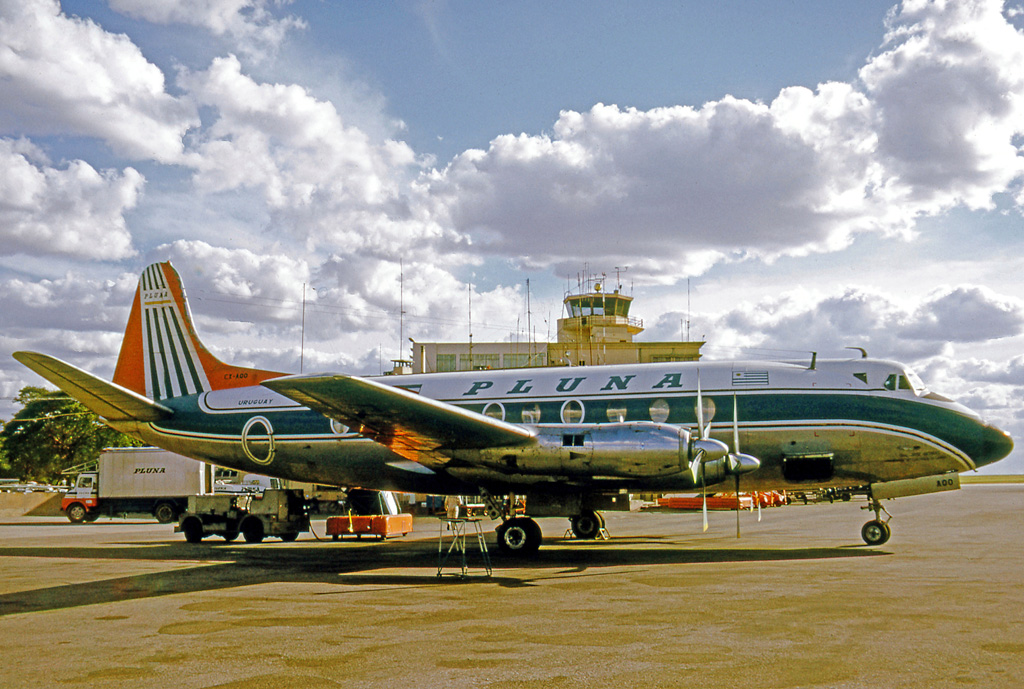
Vickers Viscount 769 CX-AQO de PLUNA en el antiguo Aeropuerto de Carrasco.

En julio de 1956 se autorizaba la compra de los Vickers Viscount, llegando al país la primera unidad, el Viscount 769D CX-AQN(C/N 321)el 24 de junio de 1958. Los Viscount inauguran toda una nueva época en PLUNA, revolucionando la forma de operar de la aerolínea en todo su sentido.
En esos años 60 se veía llegar a Buenos Aires Aeroparque Jorge Newbery los Viscount de PLUNA y los Constellations de la Compañía Aeronáutica Uruguaya S.A.(CAUSA).
Dos otros modelos 769D(CX-AQO y CX-AQP) siguieron al primer avión, entrando en servicio con PLUNA poco tiempo después. Estos tres Viscount fueron comprados nuevos por PLUNA directamente con la fábrica Vickers. Posteriormente adquiere con Alitalia dos modelos Viscount 745D(CX-BHA y CX-BHB)y finalmente con la brasileña VASP tres modelos de gran capacidad Viscount 827(CX-BIY, CX-BIZ y CX-BJA).

### Privatización

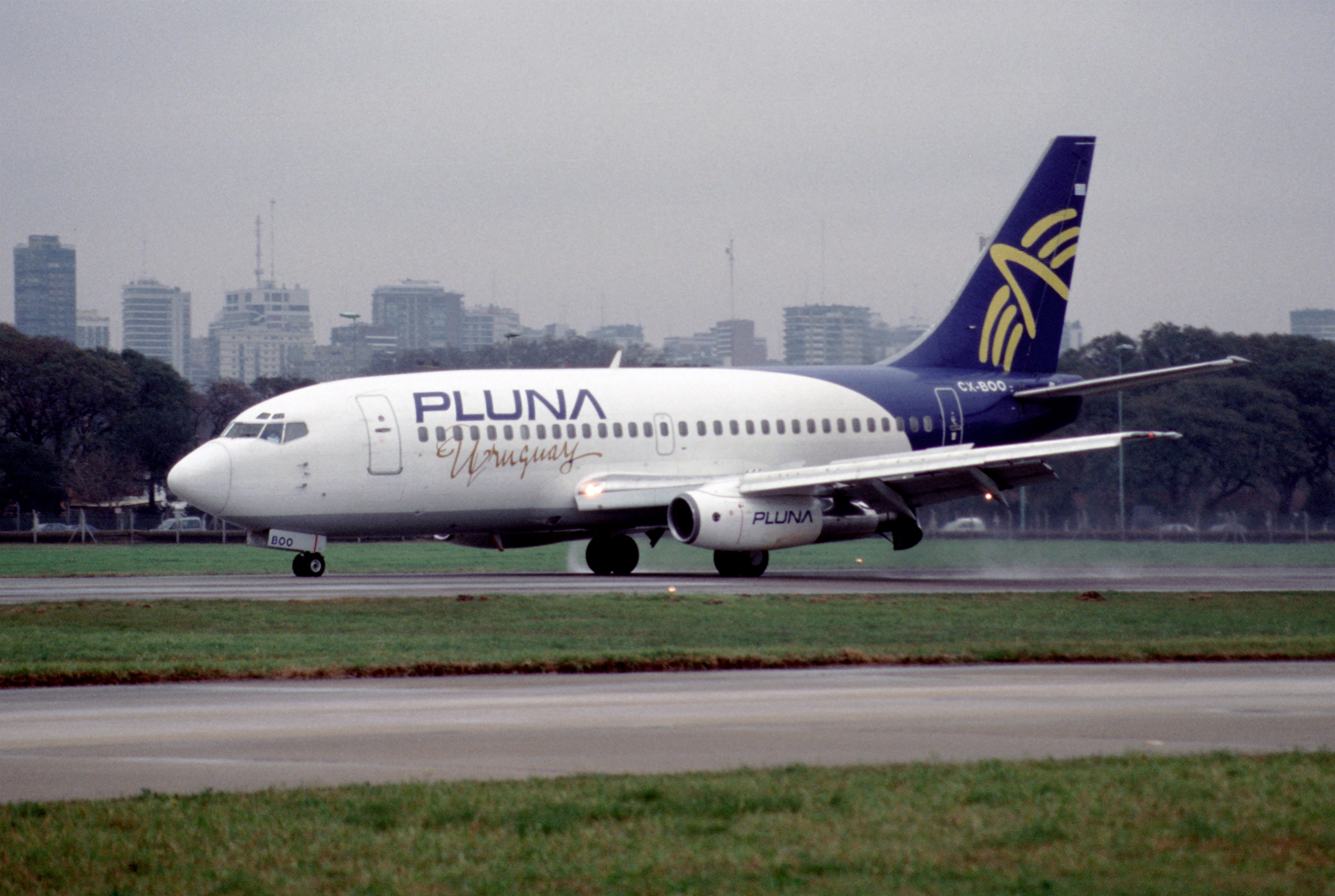
Boeing 737-2A3

En 1991, el artículo 6° de la Ley de N° 16.211 facultó a PLUNA a asociarse con capitales privados a fin de explotar sus líneas aéreas de transporte de pasajeros, correo y carga. La ley estableció que la asociación debía hacerse a través de la participación en sociedades comerciales, en la que el Estado participa como socio y siendo su función, a través del ente autónomo, la fiscalización, el desarrollo y funcionamiento de la línea aérea.
Sobre la base de dicha ley, en junio de 1995, Primeras Líneas Uruguayas de Navegación Aérea se asoció con Varig, creando una nueva empresa denominada Pluna Líneas Aéreas Uruguayas S. A. El capital de la nueva empresa estaba distribuido entre Varig (49 %), Primeras Líneas de Navegación Aérea (48 %), Víctor y Santiago Mesa (2 %) y los funcionarios de PLUNA (1 %). Por contrato, la gerencia quedó en manos de Varig. El directorio de Nueva Pluna Líneas Aéreas Uruguayas S. A sería integrado por siete miembros, cuatro miembros designados por Varig y tres por el Poder Ejecutivo. Esta asociación terminó arrojando resultados negativos para PLUNA, debido a la pobre gestión y a la debacle financiera de Varig.
Desde 2000 hasta 2007 la empresa encaró un proceso de ampliación de flota, operando las rutas regionales con Boeing 757-200, Boeing 737-200 y un Boeing 737-300. A dicha flota PLUNA incorporó un Boeing 767-300ER de mayor comodidad para los pasajeros y gran capacidad de carga, con el fin de cubrir las rutas intercontinentales. En algunos casos el 757-200 era utilizado para cubrir la ruta MVD-GIG.
A partir del vencimiento del contrato de gerenciamiento con Varig, el gobierno uruguayo se abocó a la búsqueda de nuevos socios para la empresa, lo que concluyó el 4 de enero de 2007 en la asociación con Leadgate Investment, el cual, a través de Latin American Regional Aviation Holding Corporation, quedó como socio mayoritario (75 % del capital). Leadgate tomó el control de la compañía 1 de julio de 2007. En función del contrato firmado, el Estado uruguayo debió aportar unos 28 millones de dólares para dejar a la empresa con patrimonio positivo. Además, salió de garante de la compra de los nuevos aviones.

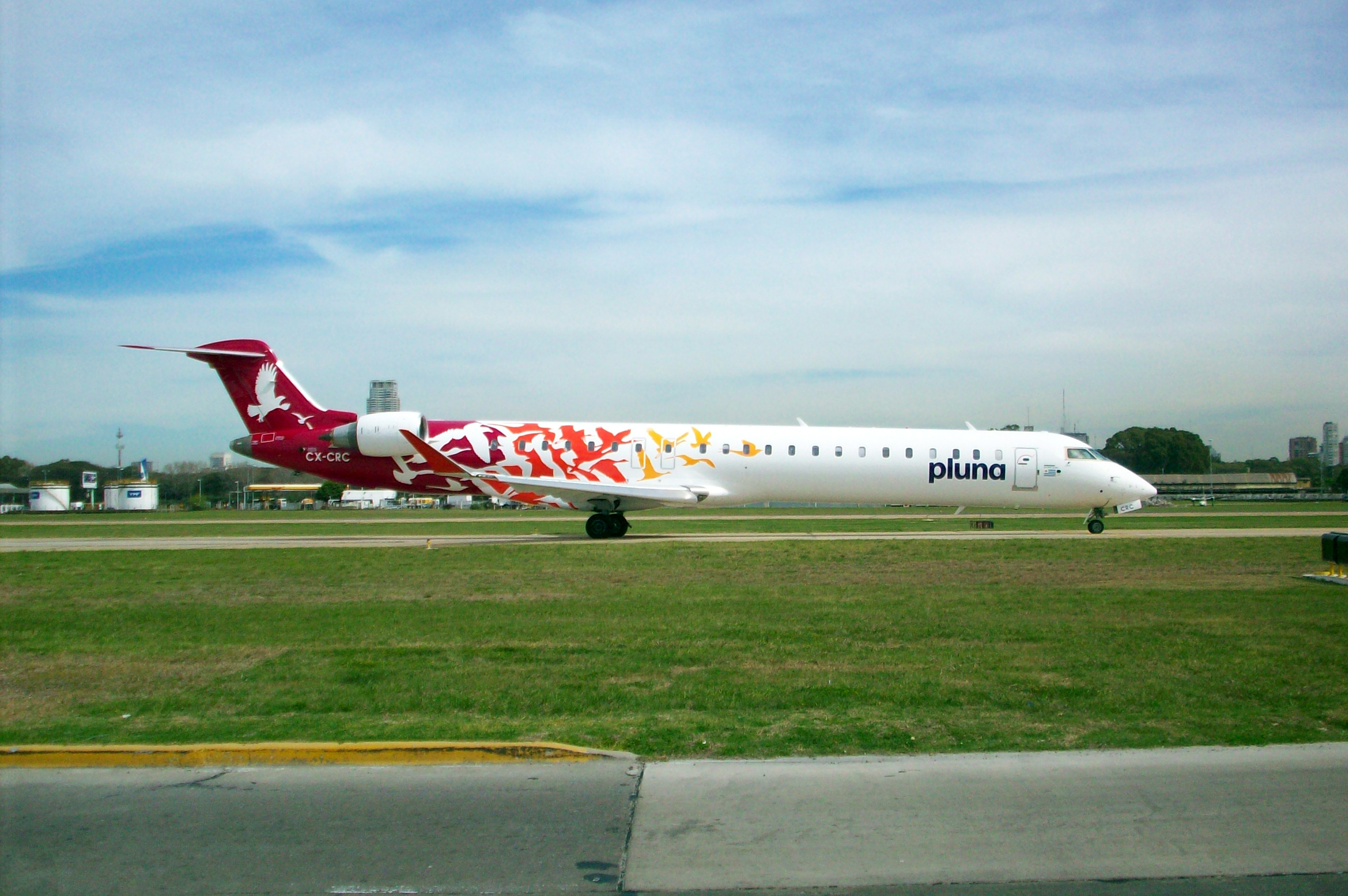
CRJ900 CX-CRC de PLUNA en Buenos Aires, septiembre de 2008.

A fines de 2007 PLUNA firmó un acuerdo con American Airlines a partir del cual se abrió a los pasajeros de PLUNA de todo el Cono Sur una nueva forma de viajar a Estados Unidos, conectando vía Montevideo. Durante 2008 se renovó la flota, completando 7 jets regionales Bombardier CRJ 900, de 90 plazas.
En julio de 2008 PLUNA recibió la notificación de la aprobación final de la auditoría de seguridad operacional IOSA, por parte de IATA, la Asociación de Transporte Aéreo Internacional. La auditoría IOSA (IATA Operational Safety Audit, por sus siglas en inglés) evalúa los Sistemas de Control de Seguridad de las aerolíneas. La certificación permitió avanzar en acuerdos con otras aerolíneas.
En agosto de 2008 PLUNA formalizó una alianza estratégica con la española Iberia. Las compañías alcanzaron un acuerdo de "código compartido", por el cual pueden comercializar bajo sus respectivos códigos los vuelos regionales e intercontinentales. El acuerdo con Iberia permitía ampliar la oferta de destinos europeos a los pasajeros de PLUNA, ya que involucraban a Madrid, Barcelona, Valencia, Sevilla, Vigo, Tenerife y Las Palmas de Gran Canaria en España. En el resto de Europa el acuerdo abarca las ciudades de Fráncfort del Meno, Roma, Londres, París y Milán. Luego de este acuerdo, PLUNA anunció la suspensión de sus vuelos propios a Madrid. A partir del septiembre de 2008 PLUNA concentró sus operaciones exclusivamente en el ámbito regional. De acuerdo a información de la empresa, la operativa propia de vuelos de largo alcance fue suspendida hasta que las condiciones de mercado y de la compañía lo permitieran.
También se llegó a un acuerdo con Emirates SkyCargo para transportar cargas a países de Oriente Medio y Lejano con los seis vuelos semanales que la compañía tiene entre San Pablo y Dubái.
En 2009 PLUNA realizó un acuerdo con la compañía chilena Sky Airline con el objetivo de avanzar en el desarrollo del negocio de "carga inteligente". El acuerdo implica PLUNA el mejor aprovechamiento del negocio de la carga, mientras que la aerolínea chilena pone a disposición su red de agentes comerciales en todo el mundo, su experiencia operativa y su infraestructura tecnológica para aprovechar los espacios disponibles para carga en los vuelos de PLUNA. Sin embargo, a poco de iniciarse, estos vuelos entre Punta Arenas y Santiago fueron suspendidos.
En mayo de 2009 se anunció la compra del 60 % del paquete accionario de la compañía argentina Aerovip por parte del socio mayoritario de PLUNA, Leadgate. En una primera etapa, la compañía va a cubrir el tramo Buenos Aires-Montevideo y a realizar vuelos chárteres. Posteriormente, se definirá cuál será el diagrama de rutas de cabotaje, sumada a la de Punta del Este, para cubrir la cual Aerovip también tiene los permisos acordados.
Tras varios años de pérdidas millonarias, en 2009 cerró con un resultado operativo positivo de un millón de dólares y las temporadas 2009 y 2010, fueron las mejores de la historia de la aerolínea, con resultados operativos positivos de 5 y 6 millones de dólares respectivamente. Para el 2010, la aerolínea anunció continuar su proceso de crecimiento. Para eso incorporó 3 nuevos CRJ 900 NextGen y proyecta una capitalización de 20 millones de dólares, en la que podrían participar nuevos inversores.
En abril de 2010 se anunció la venta del 33,33 % del paquete accionario de Latin American Regional Aviation Holding Corporation (LARAH) al fondo de inversión canadiense Jazz Air Income Fund. Jazz Air Income Fund es propietario de Jazz Air LP. La transacción supuso un desembolso de USD 15 millones, condicionado al cumplimiento de ciertas acciones por parte del gobierno uruguayo, entre las cuales se encontraba el desembolso de otros USD 5 millones.
El 4 de octubre de 2011, mediante un comunicado de prensa, la aerolínea anunció el inicio de vuelos regulares dentro de Chile en el primer trimestre de 2012, desde la ciudad de Santiago a Antofagasta, Calama (norte) y Concepción (sur).

## Cese de operaciones

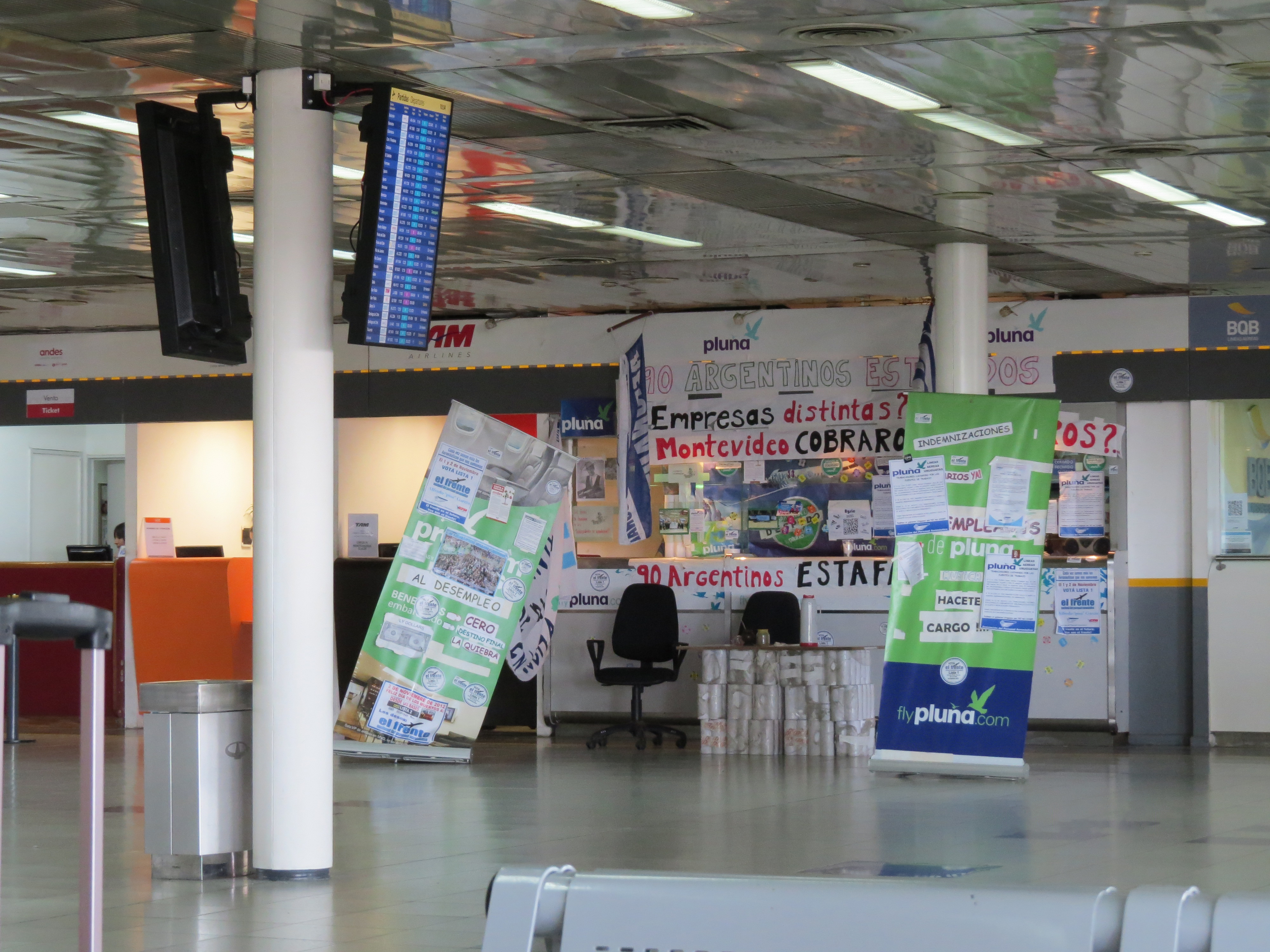
Oficina en Aeroparque, Buenos Aires tomada por empleados despedidos que piden sus indemnizaciones.

El jueves 5 de julio de 2012, mediante un comunicado de prensa, el directorio de la aerolínea informó, que PLUNA suspendía indefinidamente sus operaciones debido a la situación económico-financiera de la empresa luego de la abrupta salida del inversor privado, Leadgate Investment. El 9 de julio el Poder Ejecutivo envió al parlamento un proyecto de ley que líquida PLUNA debido a su situación de "insuficiencia patrimonial", la imposibilidad de la aerolínea de acceder a la liquidez y la carencia de financiamiento, dejando a Uruguay sin aerolínea de bandera. Sus aviones quedaron en el Aeropuerto de Carrasco.
El servicio con mayor cantidad de frecuencias diarias cubierto por PLUNA, era el Puente aéreo Montevideo-Buenos Aires. El cual sería cubierto parcialmente por BQB Líneas Aéreas y la Argentina Sol Líneas Aéreas.
El cese de operaciones en su momento generó un impacto social importante y un malestar en miles de pasajeros. Muchos de ellos en su momento no pudieron viajar, devolver sus billetes. En las oficinas de defensa al consumidor de países como Uruguay, Chile o Brasil se registraron cientos de reclamos por parte de los usuarios afectados. El Servicio Nacional del Consumidor de Chile presentó una demanda contra PLUNA S. A debido a la falta de soluciones hacia los afectados. Se estima que el número de usuarios afectados por el cierre de la aerolínea supera los 70.000.
Tras la quiebra de la aerolínea, Aerolíneas Argentinas y Austral aumentaron las frecuencias de vuelo para poder cubrir la demanda. El gobierno uruguayo anunció que de no concretarse la creación de una nueva aerolínea de bandera, el puente aéreo más importante que une Montevideo con Buenos Aires sería tomado por Aerolíneas Argentinas.
El lunes 1 de octubre de 2012 se realizó la subasta de siete aviones Bombardier CRJ900 de PLUNA , quienes fueron adjudicadas por 137 millones de dólares a la empresa española Cosmo Líneas Aéreas SL. Esta subasta culminaría en diversas irregularidades que llevarían al procesamiento y renuncia del Ministro de Economía y Finanzas, como del Presidente del Banco de la República. El representante de Cosmo y el rematador también serían judicializados.

## Nueva aerolínea

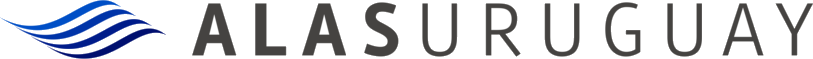
Los extrabajadores de Pluna crearon la nueva aerolínea Alas Uruguay.

En 2012, pese a la insistencia de los extrabajadores de Pluna de refundar la compañía, comenzó a difundirse en distintos medios de comunicación la posibilidad de que PLUNA se convirtiera en una cooperativa conformada por los exempleados, y apoyada financieramente por el Estado uruguayo .
En mayo de 2013, se dio a conocer el nombre de la nueva aerolínea de bandera, fundada por los extrabajadores de Pluna, la nueva compañía - y cooperativa de trabajadores - se denominaría Alas Uruguay, e iniciaría sus operaciones en el último trimestre del 2013. Dicha compañía inició sus operaciones el 11 de marzo de 2015 y quebró el 25 de octubre de 2016.

## Antiguos destinos
PLUNA operaba una red de destinos a ciudades de Norteamérica, Sudamérica y Europa desde su centro de operaciones en el Aeropuerto Internacional de Carrasco de Montevideo:
| Países    | Destinos          | Aeropuertos                                                 |
| --------- | ----------------- | ----------------------------------------------------------- |
| Argentina | Buenos Aires      | Aeroparque Jorge Newbery                                    |
| Argentina | Buenos Aires      | Aeropuerto Internacional Ministro Pistarini                 |
| Argentina | Córdoba           | Aeropuerto Internacional Ingeniero Ambrosio Taravella       |
| Brasil    | Belo Horizonte    | Aeropuerto Internacional Tancredo Neves                     |
| Brasil    | Brasilia          | Aeropuerto Internacional Presidente Juscelino Kubitschek    |
| Brasil    | Campinas          | Aeropuerto Internacional de Campinas                        |
| Brasil    | Curitiba          | Aeropuerto Internacional Afonso Pena                        |
| Brasil    | Florianópolis     | Aeropuerto Internacional Hercílio Luz                       |
| Brasil    | Foz do Iguaçu     | Aeropuerto Internacional de Foz do Iguaçu                   |
| Brasil    | Porto Alegre      | Aeropuerto Internacional Salgado Filho                      |
| Brasil    | Río de Janeiro    | Aeropuerto Internacional de Galeão                          |
| Brasil    | São Paulo         | Aeropuerto Internacional de Sao Paulo-Guarulhos             |
| Chile     | Concepción        | Aeropuerto Internacional Carriel Sur                        |
| Chile     | Punta Arenas      | Aeropuerto Internacional Presidente Carlos Ibáñez del Campo |
| Chile     | Santiago de Chile | Aeropuerto Internacional Arturo Merino Benítez              |
| España    | Madrid            | Aeropuerto Adolfo Suárez Madrid-Barajas                     |
| Paraguay  | Asunción          | Aeropuerto Internacional Silvio Pettirossi                  |
| Uruguay   | Montevideo        | Aeropuerto Internacional de Carrasco (HUB)                  |
| Uruguay   | Punta del Este    | Aeropuerto Internacional de Laguna del Sauce                |

## Flota histórica
| Aeronaves                    | Total | Introducido | Retirado | Matrículas                                                                                              |
| ---------------------------- | ----- | ----------- | -------- | --- |
| Boeing 707                   | 6     | 1985        | 1996     | LV-ISA, CX-BNU, CX-BOH, LV-ISD, N729Q y N732Q                                                           |
| Boeing 727-100               | 3     | 1978        | 1983     | CX-BKB, CX-BNT y CX-BKA                                                                                 |
| Boeing 727-200               | 1     | 2005        | 2005     | CP-2422                                                                                                 |
| Boeing 737-200               | 10    | 1969        | 2008     | CX-BHM, CX-BOP, CX-BOO, CX-BON, CX-FAT, PP-VMI, CX-VVT, CX-PUE, CX-PUF y CP-2438                        |
| Boeing 737-300               | 2     | 1995        | 2008     | CX-PUA y PH-HVK                                                                                         |
| Boeing 737-800               | 1     | 2006        | 2007     | OK-TVB                                                                                                  |
| Boeing 757-200               | 1     | 2003        | 2008     | CX-PUD                                                                                                  |
| Boeing 767-300ER             | 4     | 1992        | 2008     | CX-PUB, CX-PUG, CS-TLO y EC-FHA                                                                         |
| Bombardier CRJ-900           | 13    | 2008        | 2012     | CX-CRA, CX-CRB, CX-CRC, CX-CRD, CX-CRE, CX-CRF, CX-CRG, CX-CRH, CX-CRI, CX-CRK, CX-CRL, CX-CRM y CX-CRN |
| Cessna AT-17 Bobcat          | 1     | 1947        | 1955     | CX-AGC                                                                                                  |
| De Havilland DH.86 Express   | 2     | 1937        | 1949     | CX-AAH y CX-ABG                                                                                         |
| De Havilland DH-90 Dragonfly | 2     | 1936        | 1949     | CX-AAR y CX-AAS                                                                                         |
| De Havilland DH.114 Heron    | 4     | 1953        | 1957     | CX-AOR, CX-AOS, CX-AOU y CX-AOV                                                                         |
| Douglas DC-2                 | 2     | 1942        | 1951     | CX-AEF y CX-AEG                                                                                         |
| Douglas DC-3/C-47            | 8     | 1946        | 1972     | CX-BDF, CX-AIJ, CX-AQC, CX-BDA, CX-AGE, CX-AGD, CX-AFE, CX-AJZ, CX-BDG, CX-BDH y CX-BDB                 |
| Douglas DC-8                 | 2     | 1991        | 1992     | 5N-HAS y CX-BQN                                                                                         |
| Fairchild Hiller FH-227      | 1     | 1975        | 1990     | CX-BIM                                                                                                  |
| Fokker F27 Friendship        | 2     | 1975        | 1977     | CX-BHV y CX-BHW                                                                                         |
| Lockheed L-1011 TriStar      | 1     | 2006        | 2006     | CS-TEB                                                                                                  |
| McDonnell Douglas DC-10      | 2     | 1994        | 2002     | PP-VMQ y PP-VMW                                                                                         |
| Potez 62                     | 1     | 1941        | 1949     | CX-ADH                                                                                                  |
| Ryan Navion                  | 1     | 1956        | 1970     | CX-ANE                                                                                                  |
| Vickers Viscount             | 8     | 1958        | 1982     | CX-BHA, CX-BHB, CX-BIZ, CX-AQN, CX-AQO, CX-AQP, CX-BIY y CX-BJA                                         |

## Accidentes e incidentes
- El 9 de octubre de 1962, un Douglas DC-3 (C-47), matriculado CX-AGE, de PLUNA se accidentó en un vuelo de prueba debido al mal armado de los comandos de alerones luego de realizarse tareas de mantenimiento en la aeronave.[30]

La aeronave había entrado en taller para el overhaul, que es una revisión general al haber completado otras 5.000 horas de vuelo. Terminados los trabajos, se dispuso un vuelo de prueba. Además de los navegantes y del personal técnico que había trabajado, ese día abordó un técnico inspector de la Dirección General de Aeronáutica Civil, unidad encargada de extender los certificados de aeronavegabilidad necesarios para que un avión vuelva al mercado. El despegue se produjo a la hora 15.05 en la pista más larga del Aeropuerto de Carrasco. 
La nave se elevó y una turbulencia llevó al comandante a corregir la posición más baja del ala derecha, allí comenzó la tragedia. Inadvertidamente en el overhaul, por un error de mantenimiento, ya que si bien las conexiones de cables de comando del alerón eran correctas, desde las columnas de mando hasta los triángulos de conexión, se había invertido la conexión de dichos triángulos a los cables que continúan hasta la cruz diferencial del alerón, lo que provocaba el funcionamiento invertido de todo el sistema. Eso llevó a que cuando el piloto pretendió enderezar la inclinación del ala, se tumbó más hasta que tocó el suelo. El ala derecha se desprendió, se desparramó el combustible y el avión acabó estrellándose y creando un enorme fuego que los bomberos demoraron tres horas en extinguir. Ello acabó en el acto con el DC-3 y con su tripulación, conformada por diez personas.
Pese a este accidente, PLUNA nunca ha tenido un accidente en un vuelo comercial, pues el vuelo del CX-AGE no era un vuelo regular de la aerolínea sino un vuelo de prueba posterior a una revisión. El 20 de noviembre de 2021 fue inaugurado un monolito en homenaje a las víctimas de este accidente en el Museo Aeronáutico "Coronel (Aviador) Jaime Meregalli". El monumento se encuentra junto a un Douglas DC-3 (CX-BDB) ex PLUNA similar al accidentado y contiene dos placas que habían sido colocadas en el antiguo hangar de PLUNA a un año de la tragedia.
- El 11 de mayo de 1976 un Vickers Viscount (CX-AQO) que cubría la ruta Montevideo-Buenos Aires se salió de la pista del Aeroparque Jorge Newberry al aterrizar. No hubo víctimas entre sus 57 ocupantes (5 tripulantes y 52 pasajeros), pero el avión quedó destruido.[33]

## Aeronaves conservadas
Actualmente existen cuatro aeronaves históricas de PLUNA en existencia en Uruguay: 
- CX-BDB: Douglas DC-3 (C-47) expuesto en el ingreso del Museo Aeronáutico "Coronel (Aviador) Jaime Meregalli".

- CX-BJA: Vickers Viscount, único Serie 827 en existencia en el mundo, en exposición en el Museo Aeronáutico "Coronel (Aviador) Jaime Meregalli", su interior fue completamente restaurado por el grupo “Memorias de PLUNA” y puede ser visitado dentro de las actividades del Museo.
- CX-BOP: Boeing 737-200 adquirido por el International College de Punta del Este, adaptado como aula y laboratorio para sus estudiantes.
- CX-BON: Boeing 737-200 adquirido por un particular y trasladado a Puntas de Valdez, localidad del Departamento de San José. Actualmente se encuentra desarmado sin destino aparente.